# Sparganopseustis martinana
Sparganopseustis martinana är en fjärilsart som beskrevs av Powell 1986. Sparganopseustis martinana ingår i släktet Sparganopseustis och familjen vecklare. Inga underarter finns listade i Catalogue of Life.